# 莫斯科艺术剧院

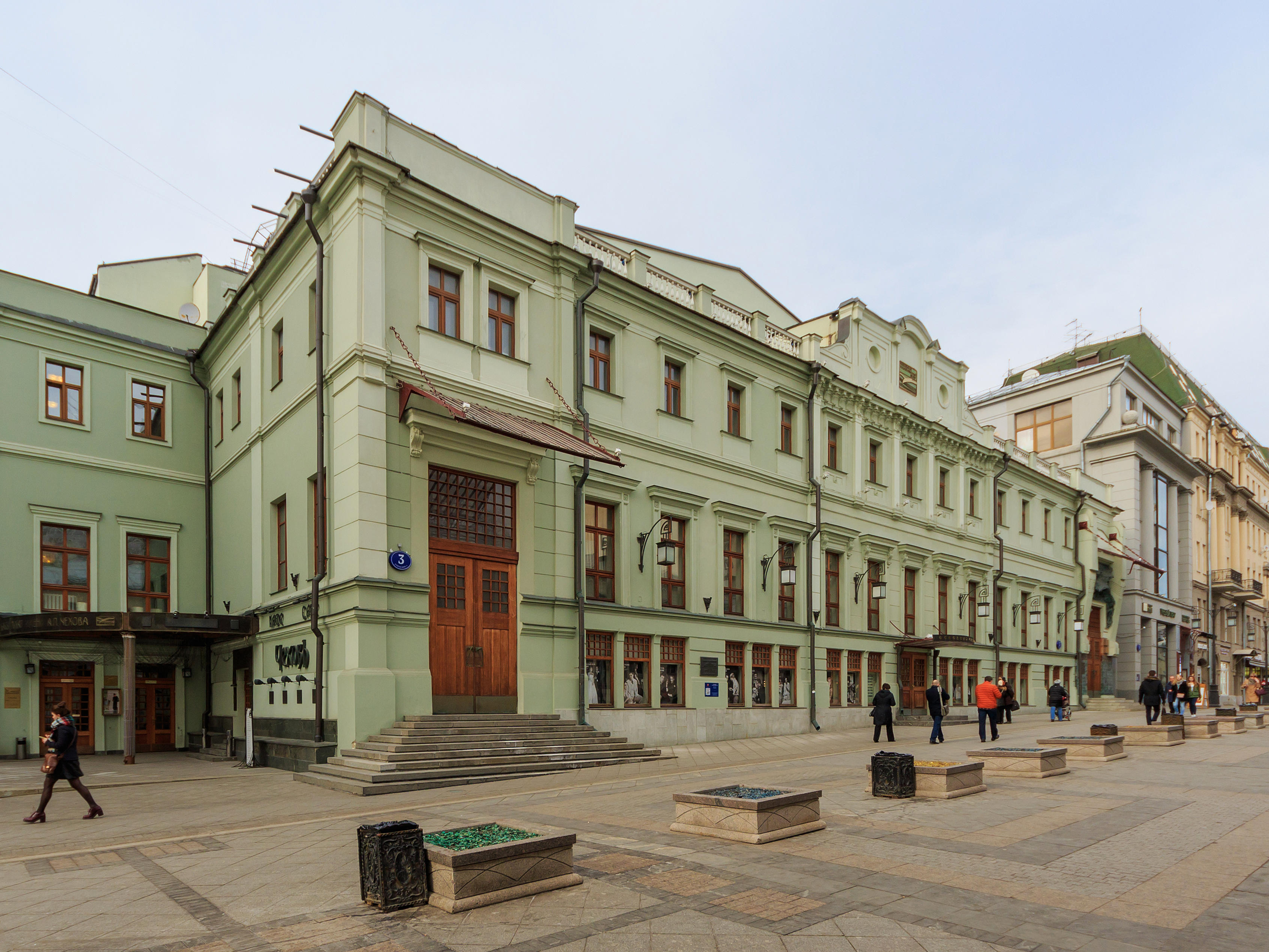
莫斯科艺术剧院

莫斯科艺术剧院（俄语：Московский Художественный академический театр，缩写：МХАТ；拉丁转写：Moskovskiy Hudojestvenny Akademicheskiy Teatr，缩写：МHАТ）是俄罗斯莫斯科的一家剧院，1898年由康斯坦丁·斯坦尼斯拉夫斯基和弗拉基米尔·涅米罗维奇-丹钦科建立，以推广自然主义理念和斯坦尼斯拉夫斯基体系。在上演了安东·契诃夫的四部主要作品后，剧院名声鹊起。